# Casey Chaos
Casey Chaos, nom de scène de Karim George Chmielinski, né à Trenton dans l'État de New York le 9 octobre 1965 et mort le 21 décembre 2024, est le chanteur/guitariste du groupe de punk Amen. 

## Biographie

### Enfance
Même s'il est originaire de l'État de New York, Casey Chaos passe son enfance en Floride, où il débute très tôt une carrière professionnelle de skateboarder. Après des problèmes de santé et quelques accidents, il décide de se consacrer à la musique.

### Carrière
C'est en assistant à un concert de Black Flag que Casey Chaos a une révélation musicale. Il se tourne complètement vers la musique et déménage en Californie.
Le groupe Amen est né en 1994. En 2004, l'album Death Before Musick est sorti sur EatUrMusic, le label de Daron Malakian, guitariste de System of a Down. Malakian en est aussi le producteur.
En 2005, au sein de son side-project Scum, Casey Chaos chante du punk accompagné par des musiciens de black metal norvégiens (dont Samoth et Faust d'Emperor).

## Discographie

### Albums

#### Avec Disorderly Conduct
- Amen (1986), Dirge Records

#### Avec Amen
- Slave (1994), Drag-u-la Records
- Amen (1999), Roadrunner Records
- We Have Come For Your Parents (2000), Virgin Records
- Death Before Musick (2004), EatURMusic/Columbia
- Gun Of A Preacherman (2005), Snapper Music/Secret Records

#### Solo
- Pisstory: A Catalogue Of Accidents, A Lifetime Of Mistakes (2005), Refuse Music.

#### Avec Scum
- Gospels For The Sick (2006) (Dogjob/Candlelight Records).

### EPs (avec Amen)
- Uncontrolled Music For A Controlled Society (1999), Roadrunner Records
- Coma America (1999), Roadrunner Records
- Frontline Volume 3 – The Singles Club (1999, split avec Misfits), Roadrunner Records
- Propamenda (2000), Virgin Records
- The Price of Reality (2000), Virgin Records/This Is An I Am Recording!
- Too Hard To Be Free (2000), Virgin Records
- The Waiting 18 (2001), Virgin Records/This Is An I Am Recording!
- California's Bleeding (2004), EatURMusic/Columbia

### Singles (avec Amen)
- Coma America (1999), Roadrunner Records
- The Price Of Reality (2000), Virgin Records
- Too Hard To Be Free (2000), Virgin Records
- The Waiting 18 (2001), Virgin Records
- California's Bleeding (2004), EatURMusic/Columbia